# Автомобільна промисловість у Північній Кореї

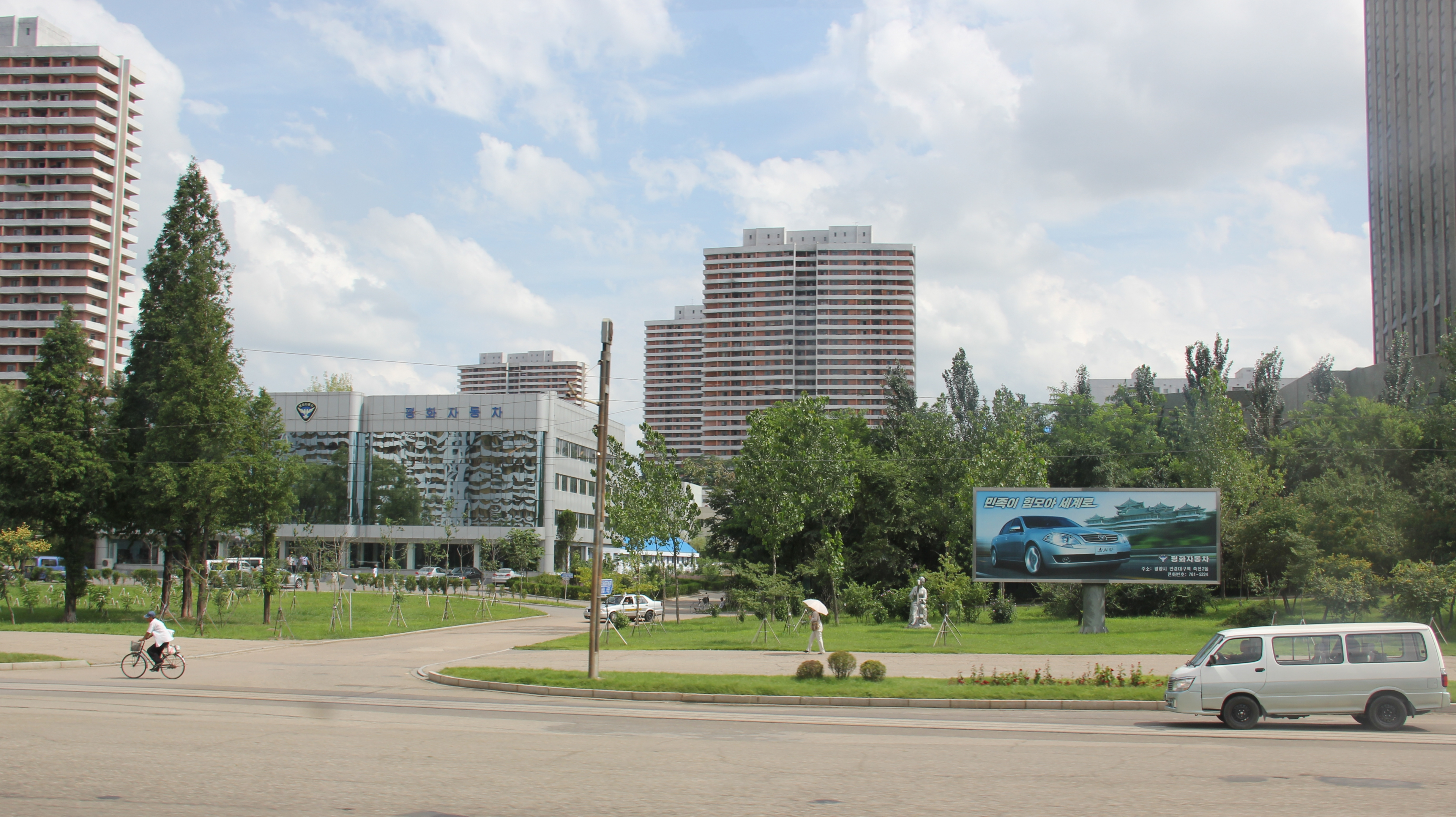
Виставковий зал Pyeonghwa Motors

Автомобільна промисловість Північної Кореї (КНДР) — галузь національної економіки Північної Кореї (КНДР) зі значно меншим виробництвом, ніж у Південній Кореї (в 2011 році декілька тисяч автомобілів у Північній Кореї проти 4,6 мільйона у Південній Кореї).
Виробництво транспорту в КНДР в основному орієнтовано на потреби Корейської народної армії, промисловості та будівництва. Також в приватному користуванні є невелика кількість легкових автомобілів. Крім автомобілів і вантажівок, в КНДР також випускають автобуси, тролейбуси і трамваї.
Корейська Народно-Демократична Республіка (КНДР) не перебуває в Міжнародній організації виробників автомобілів (французькою — Organisation internationale des constructeurs automobiles (OICA)) або будь-якому іншому промисловому комітеті Організації Об'єднаних Націй, тому інформація про її автомобільну промисловість обмежена. OICA не публікує дані щодо автомобільної промисловості КНДР. За повідомленнями спостерігачів, Північна Корея має можливість виробляти від 40,000 до 50,000 одиниць транспорту на рік; проте за останні кілька років через поточну економічну кризу і недавні санкції було вироблено всього лиш декілька тисяч автомобілів.

## Історія

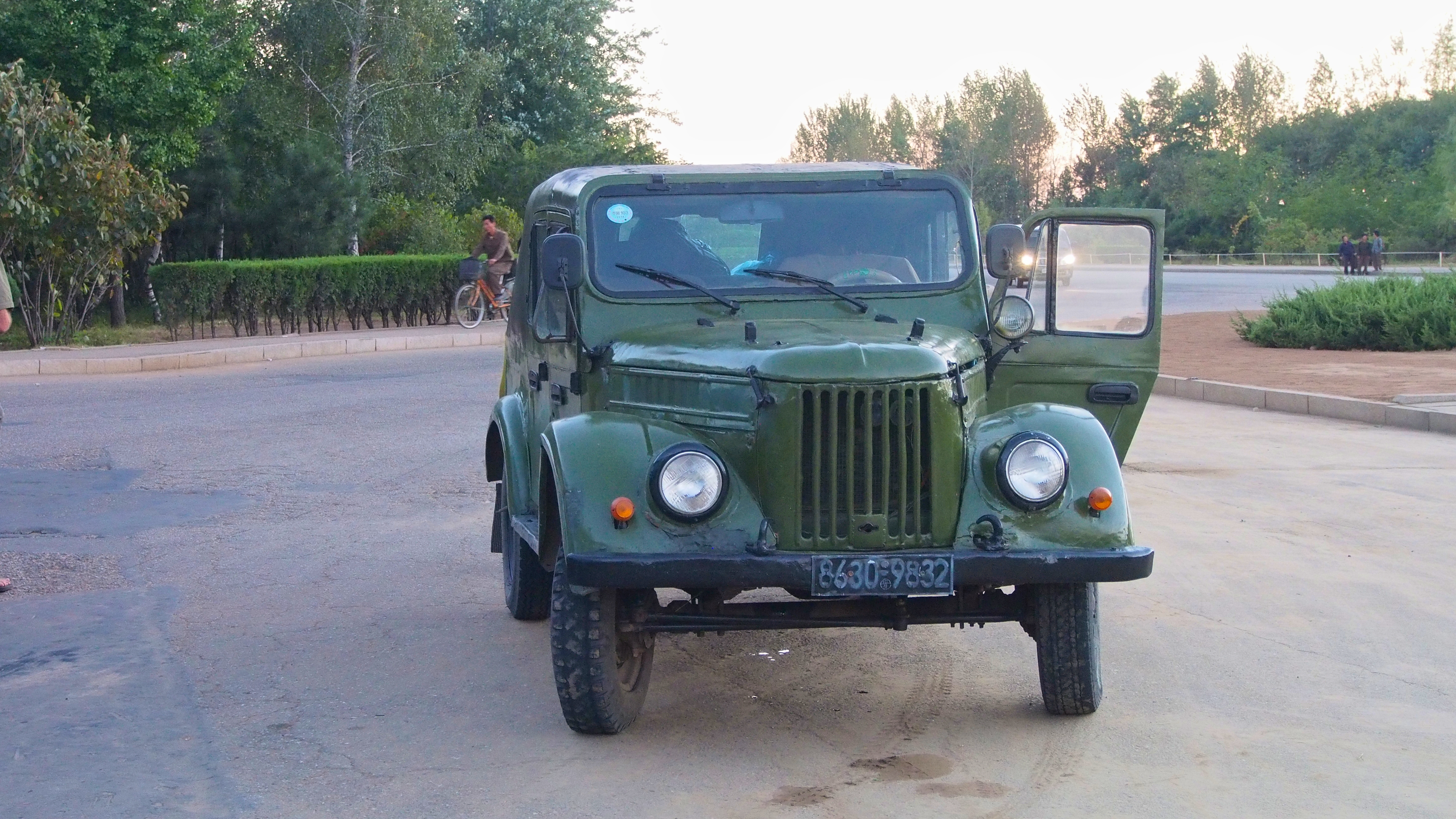
Sungri (ГАЗ-69)

Автомобільна промисловість КНДР зародилася ще за часів існування СРСР, коли їй було надано право виробляти транспорт за радянськими ліцензіями. Радянський Союз надавав посильну допомогу в будівництві автомобільних заводів КНДР, обладнавши їх радянськими технологіями. 
Першими автомобілями, виробленими в КНДР, були радянські копії, такі як вантажівки ГАЗ-51, легкові автомобілі підвищеної прохідності ГАЗ-69 з повним приводом, легкові автомобілі ГАЗ-М20 «Победа».
1950 року в Токчхоні був побудований перший великий автозавод Sungri Motor Plant. Він виробляв пасажирські автомобілі та автомобілі підвищеної прохідності, малі, середні та великі вантажівки, будівельні вантажівки, вантажівки підвищеної прохідності і автобуси під назвами Sungri («Синрі»), Jaju («Чадж») та іншими. Це був найбільш потужний завод Північнокорейської автомобільної промисловості, перш ніж його перевершив Pyeonghwa Motors. Всі моделі, як повідомляється, є копіями або похідними від іномарок. Транспортні засоби, як правило, призначені для цивільного та комерційного використання, оскільки державні чиновники виступають за імпорт іноземного виробництва, а збройні сили мають власні можливості.
З 1968 року Pyongchang Auto Works в Пьонсані перейняв виробництво моделей Kaengsaeng і Kaengsaeng NA від заводу Sungri Motor Plant: модифікований автомобіль Sungri-4.10 4x4 (комбінація ГАЗ-69-Джип) та модифікований пікап Sungri-4.25 (4x4).

## Сучасність
Більш недавно в КНДР були випущені копії іноземних автомобілів за рахунок зворотної розробки. КНДР закупила автомобілі виробництва Mercedes-Benz (W124), Jeep, Toyota, Honda, Suzuki, Nissan, Subaru, Hyundai, Cadillac, Changan Automobile, Brilliance Auto та відтворила їх. 
Заснована в 2000 році Pyeonghwa Motors в Нампхо — автомобільна компанія, яка являє собою спільне підприємство Південнокорейської компанії Pyeonghwa Motors, що належить Церкві об'єднання Мун Сон Мона, і північнокорейській Ryonbong General Corp. Продукція «Пхьонхва Моторс» продається під марками «Hwiparam», «Bbeokgugi» («Peokkugi») та «Zunma»: малі автомобілі та автомобілі класу «люкс», мінівени, SUV, пікапи.
Північна Корея також почала експорт автомобілів в інші країни, зокрема, до В'єтнаму. Mekong Auto продає автомобілі у В'єтнамі за ліцензією Fiat.

## Виробники
Активні:

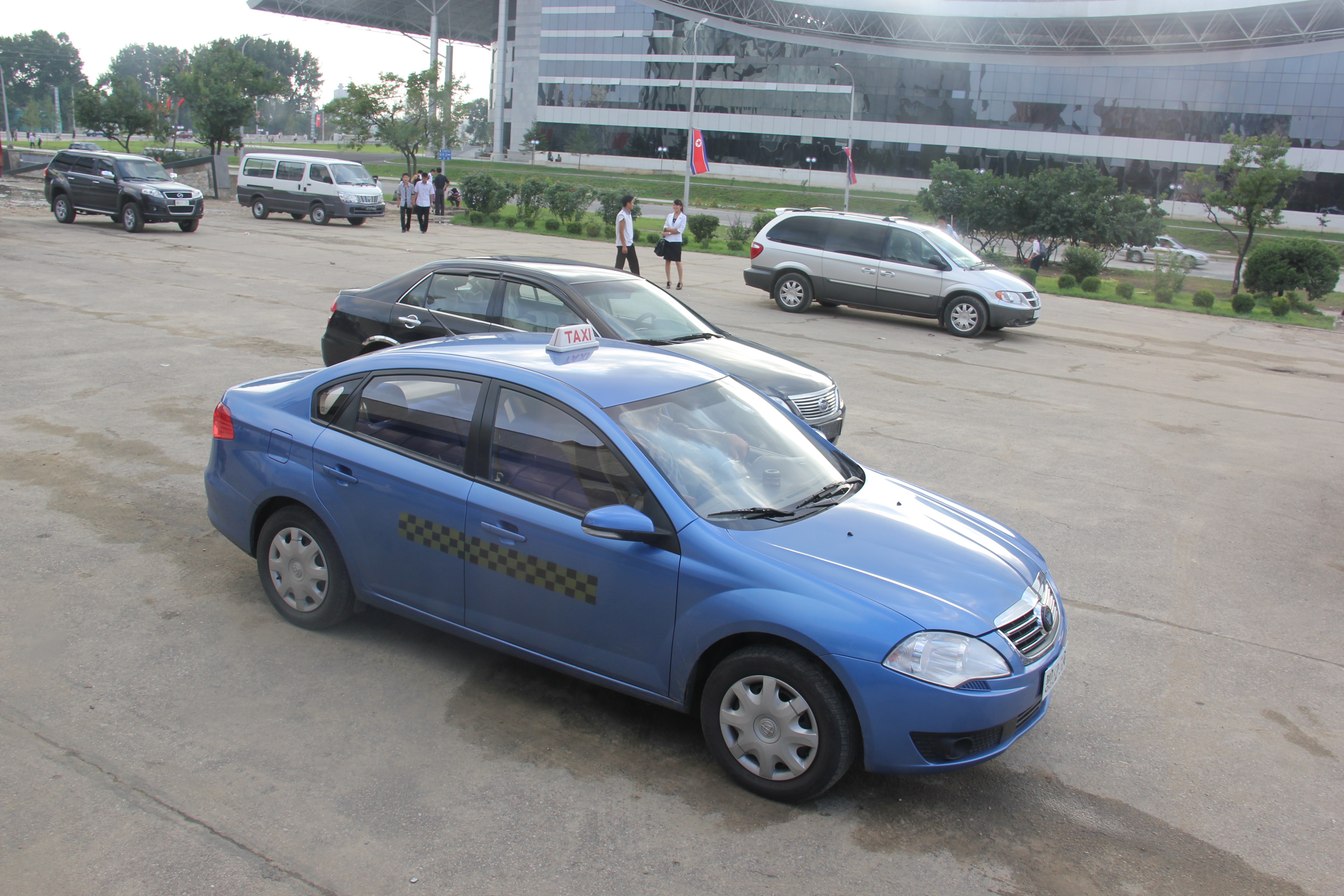
Pyeonghwa Huiparam III (Brilliance FSV)

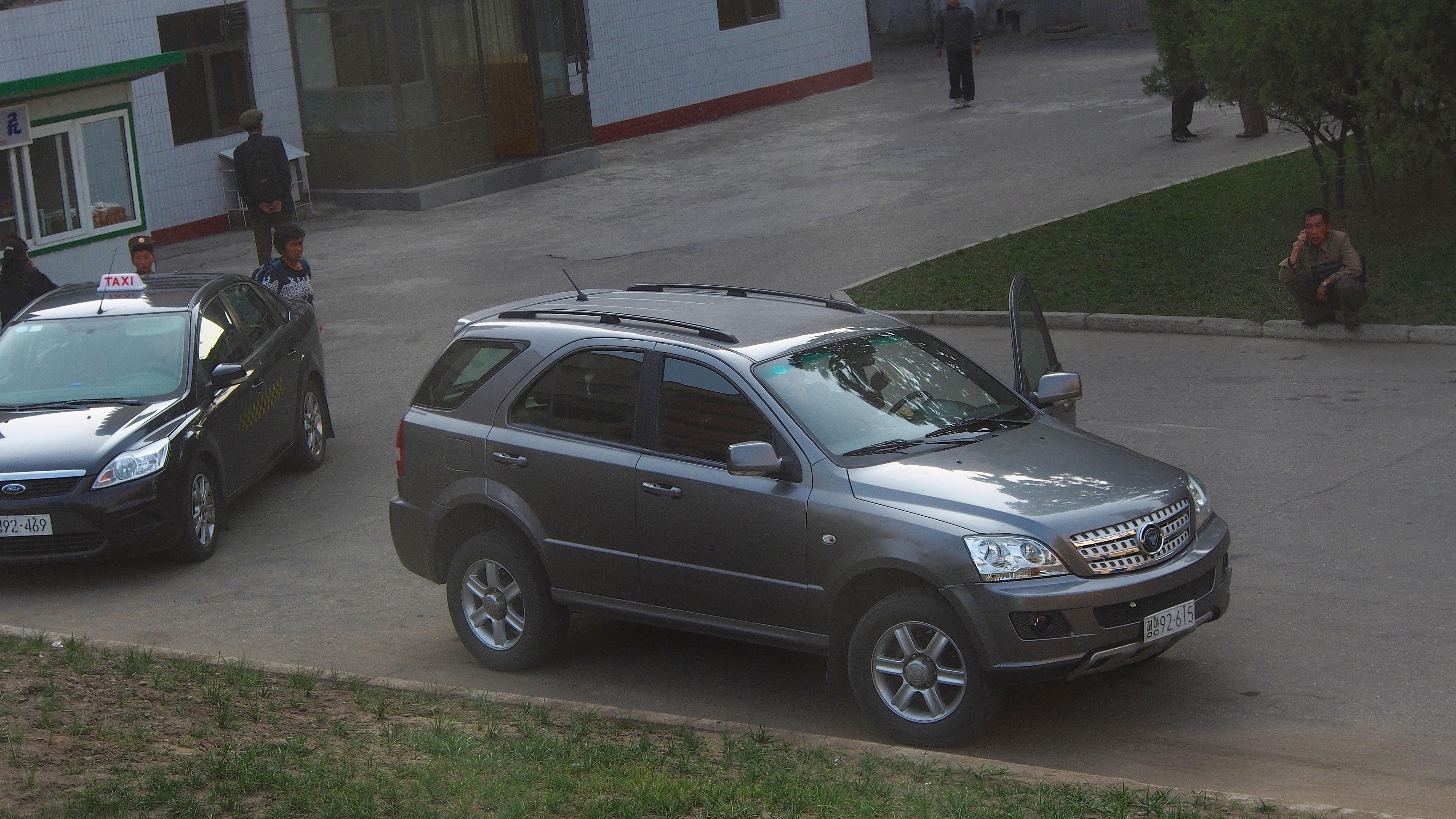
Pyeonghwa Ppeokkuggi (Kia Sorento)

- Deokjeong Kia Auto (Токчон Кіа Ауто)
- Pyeonghwa Motors (Пхьонхва Моторс)
- Pyongsang Auto Works (Автомобільний завод «Пхьонсан»)
- March 30th Works (Завод «30 Березня»)
- Chongjin Bus Works (Завод «Чхонджін»)
- Pyongyang Trolleybus Works (Завод «Пхьоньян»)
- Kim Jong Tae Locomotive Works (Завод імені Кім Чон Тхе)
- Samhung (Самхин)

Неіснуючі:
- Sungri Motor Plant (Автомобільний завод Синрі)
- Kaengsaeng
- Kuva